# Saint-Alban-de-Montbel
Saint-Alban-de-Montbel és un municipi francès situat al departament de la Savoia i a la regió d'Alvèrnia-Roine-Alps. L'any 2007 tenia 569 habitants.

## Demografia

### Població
El 2007 la població de fet de Saint-Alban-de-Montbel era de 569 persones. Hi havia 203 famílies de les quals 39 eren unipersonals (31 homes vivint sols i 8 dones vivint soles), 55 parelles sense fills, 78 parelles amb fills i 31 famílies monoparentals amb fills.
La població ha evolucionat segons el següent gràfic:
Habitants censats

### Habitatges
El 2007 hi havia 290 habitatges, 213 eren l'habitatge principal de la família, 56 eren segones residències i 21 estaven desocupats. 267 eren cases i 23 eren apartaments. Dels 213 habitatges principals, 169 estaven ocupats pels seus propietaris, 36 estaven llogats i ocupats pels llogaters i 9 estaven cedits a títol gratuït; 3 tenien una cambra, 5 en tenien dues, 18 en tenien tres, 53 en tenien quatre i 135 en tenien cinc o més. 201 habitatges disposaven pel capbaix d'una plaça de pàrquing. A 91 habitatges hi havia un automòbil i a 115 n'hi havia dos o més.

### Piràmide de població
La piràmide de població per edats i sexe el 2009 era:
| Homes | Edats   | Dones |
| ----- | ------- | ----- |
| 0     | 95 o +  | 0     |
| 0     | 90 a 94 | 0     |
| 0     | 85 a 89 | 8     |
| 0     | 80 a 84 | 4     |
| 8     | 75 a 79 | 0     |
| 0     | 70 a 74 | 8     |
| 28    | 65 a 69 | 8     |
| 8     | 60 a 64 | 12    |
| 8     | 55 a 59 | 12    |
| 12    | 50 a 54 | 12    |
| 16    | 45 a 49 | 16    |
| 16    | 40 a 44 | 24    |
| 16    | 35 a 39 | 28    |
| 12    | 30 a 34 | 12    |
| 4     | 25 a 29 | 4     |
| 12    | 20 a 24 | 8     |
| 12    | 15 a 19 | 12    |
| 32    | 10 a 14 | 16    |
| 20    | 5 a 9   | 20    |
| 8     | 0 a 4   | 16    |

## Economia
El 2007 la població en edat de treballar era de 364 persones, 283 eren actives i 81 eren inactives. De les 283 persones actives 267 estaven ocupades (139 homes i 128 dones) i 17 estaven aturades (11 homes i 6 dones). De les 81 persones inactives 25 estaven jubilades, 40 estaven estudiant i 16 estaven classificades com a «altres inactius».

### Ingressos
El 2009 a Saint-Alban-de-Montbel hi havia 219 unitats fiscals que integraven 597,5 persones, la mediana anual d'ingressos fiscals per persona era de 19.428 €.

### Activitats econòmiques
Dels 47 establiments que hi havia el 2007, 1 era d'una empresa extractiva, 1 d'una empresa alimentària, 3 d'empreses de fabricació d'altres productes industrials, 8 d'empreses de construcció, 10 d'empreses de comerç i reparació d'automòbils, 1 d'una empresa de transport, 9 d'empreses d'hostatgeria i restauració, 2 d'empreses immobiliàries, 4 d'empreses de serveis, 6 d'entitats de l'administració pública i 2 d'empreses classificades com a «altres activitats de serveis».
Dels 15 establiments de servei als particulars que hi havia el 2009, 2 eren tallers de reparació d'automòbils i de material agrícola, 3 fusteries, 3 lampisteries, 2 electricistes, 1 perruqueria, 2 restaurants i 2 agències immobiliàries.
Dels 2 establiments comercials que hi havia el 2009, 1 era una fleca i 1 una floristeria.
L'any 2000 a Saint-Alban-de-Montbel hi havia 3 explotacions agrícoles.

## Equipaments sanitaris i escolars
El 2009 hi havia una escola elemental.

## Poblacions properes
El següent diagrama mostra les poblacions més properes.